# Território aduaneiro
O território aduaneiro é o espaço onde a autoridade aduaneira de um país atua, controlando as operações de comércio exterior (importação e exportação). É um território geográfico com regulamento aduaneiro uniformes.
Segundo o regulamento aduaneiro do Brasil, o território aduaneiro abrange todo o território nacional e é dividido em duas partes: a zona primária (portos, aeroportos e pontos de fronteira alfandegados) e a zona secundária (restante do território, incluindo o espaço aéreo e as águas territoriais).  A jurisdição dos serviços aduaneiros estende-se ainda às Áreas de Controle Integrado criadas em regiões limítrofes dos países integrantes do Mercosul com o Brasil.
Existem territórios aduaneiros de vários tipos:
- Um estado soberano;
- Um bloco comercial que tem uma união aduaneira;
- Um território autônomo ou dependente no qual é concedido pelo governo soberano algum grau de independência em política aduaneira e de comércio exterior.

Para efeito de controle aduaneiro, também são consideradas zona primária as zonas de processamento de exportação.
Poderão ainda ser demarcadas, na orla marítima ou na faixa de fronteira, zonas de vigilância aduaneira, onde a permanência ou circulação de mercadorias, veículos, pessoas ou animais ficarão sujeitas a exigências fiscais, proibições e restrições específicas. 